# 해양문화재단
해양문화재단은 대양진출기상 및 해양사상 고취를 위한 문화사업, 자라나는 세대에 대한 해양교육사업 및 해양홍보, 우수 해양수산인력양성을 위한 장학사업, 해양수산 유관단체 및 선원교육 기관 지원, 해양관련 학술연구사업 지원, 정부의 위임·위탁사업 및 법인의 목적사업을 위한 부대사업 등을 목적으로 설립된 대한민국 국토해양부 소관 재단법인이었다. 2012년 3월 (재)해상왕장보고기념사업회와 통합 후 한국해양재단이 출범하면서 폐지되었다. 서울특별시 종로구 인의동 28-9 인의빌딩 901에 위치하고 있었다.

## 연혁
- 1979년 6월 8일 재단법인 설립 발기인 총회
- 1979년 9월 19일 재단법인 선원장학회 설립
- 1983년 1월 14일 재단법인 해사장학회로 명칭 변경
- 1997년 11월 22일 주무관청 변경(서울특별시교육청 → 해양수산부)
- 1997년 11월 20일 해사장학회 임시이사회에서 해양문화재단 설립 결의(해사장학회 통합)
- 1997년 12월 12일 제1기 이사진 구성 및 제1대 이사장 동원그룹 김재철 회장 취임. 재단법인 해양문화재단 설립등기
- 2000년 11월 23일 제2기 이사진 구성
- 2001년 12월 14일 제3대 이사장 KSS해운 박종규 회장 취임
- 2002년 8월 31일 제4대 유삼남 이사장 취임
- 2004년 12월 29일 제3기 이사진 구성
- 2005년 1월 12일 제5대 최낙정 이사장 취임
- 2008년 1월 12일 제6대 최낙정 이사장 취임

## 조직

### 기획자문위원회

#### 기획운영총괄과장
- 기획운영팀
- 재정운영팀
- 출판사업팀
- 부산지부

## 같이 보기
- 한국해양재단
- 국토해양부
- 부산항만공사
- 인천항만공사
- 울산항만공사
- 한국컨테이너부두공단
- 한국해양수산개발원
- 한국해양연구원
- 한국해양대학교
- 목포해양대학교
- 한국원양산업협회
- 한국도선사협회
- 한국선주협회
- 한국해운조합